# Latrodectus hasselti
Latrodectus hasselti (лат.) — вид пауков из семейства пауков-тенётников, родиной которого является Австралия. Относится к роду чёрных вдов, которые встречаются во всех частях света, за исключением Антарктиды. Длина тела самки около 10 мм, в то время как самцы имеют значительно меньшие размеры — всего лишь 3—4 мм.
Яд его нейротоксичен. Укус паука опасен для человека и вызывает сильные боли. На сегодняшний день существует коммерчески доступное противоядие, но последние исследования показывают, что оно не уменьшает болей. Родственный вид красноспинному пауку чёрная вдова (Latrodectus mactans) родом из жарких районов Северной Америки, более близок Latrodectus katipo из Новой Зеландии.
Этому виду пауков свойственен половой каннибализм.

## Добыча
Австралийская вдова обычно охотится на насекомых, но может ловить и более крупных животных, запутавшихся в сети, включая пауков, мелких ящериц и даже в редких случаях змей. В одной паутине была обнаружена даже мертвая мышь. Мокрицы (Porcellio scaber) — особенно излюбленная добыча этого паука. Растущим паучкам нужна добыча соответствующего размера, и лабораторные исследования показывают, что они готовы потреблять обычных плодовых мушек (Drosophila melanogaster), личинок мучных червей (Tenebrio molitor), мускулистых мух и первых нимф тараканов. Остатки пищи и освещение привлекают жертву насекомых в районы проживания и деятельности человека, что приводит к появлению австралийских вдов. Получив предупреждение о том, что какое-то существо попало в его ловушку, австралийская вдова приближается к цели примерно на длину ноги, касается ее и брызгает на нее жидким липким шелком, чтобы обездвижить ее. Затем он несколько раз кусает свою жертву за суставы головы, тела и ног и оборачивает ее липким и сухим шелком. В отличие от других пауков, он не вращает свою добычу, обернувшись шелком, но, как и другие пауки, затем вводит яд, который разжижает внутренности жертвы. После того, как он связал добычу, австралийская вдова уносит её в свое гнездо и начинает высасывать разжиженные внутренности, обычно через 5-20 минут после первого укуса. Австралийская вдова обычно не пьет воду, разве что после длительного голодания.